# Joel Lindpere
Joel Lindpere, född den 5 oktober 1981 i Tallinn i dåvarande Sovjetunionen, är en estnisk före detta fotbollsspelare som avslutade karriären med Nõmme Kalju i estniska Meistriliiga.
Lindpere har på klubblagsnivå spelat för bland annat FC Flora Tallinn, norska Tromsø IL och amerikanska New York Red Bulls.
Lindpere spelade 75 matcher för Tromsø under säsongerna 2007 till och med 2009, men erbjöds inte något nytt kontrakt. Han provspelade för FK Sibir Novosibirsk och FC Hansa Rostock innan han i januari 2010 skrev på ett tvåårskontrakt med New York Red Bulls. I januari 2013 byttes Lindpere bort till Chicago Fire.

## Meriter
FC Flora Tallinn
- Meistriliiga: 2002, 2003
  - Tvåa: 2000
- Estniska cupen:
  - Tvåa: 2003, 2006
- Estniska supercupen: 2002, 2003
  - Tvåa: 2006

 CSKA Sofia
- Bulgariska ligan: 2005
- Bulgariska supercupen
  - Tvåa: 2005